# Генко Попов
Генко Матеев Попов е виден български архитект от първата половина на XX век.

## Биография
Генко Попов е роден в 1889 година в дебърското село Тресонче, тогава в Османската империя в семейството на свещеника Матей Петков Сарджов Брадински. Чичо му Мино Сарджов е деец на ВМОРО. Учи архитектура в Политехниката в Мюнхен. В Политехниката учи заедно с Георги Овчаров и след завършването им в 1923 година в България двамата основават архитектурното бюро „Овчаров-Попов“. В 1924 годита бюрото им печели международен конкурс за проекта на сградата на Агрономо-лесовъдния факултет на Софийския университет, завършена в 1928 година. През 1926 г. бюрото изработва проекта на дома и ателието на Сирак Скитник. В 1928 година бюрото заедно със строителното предприятие „Пител-Браузеветер“ и командитно дружество „Петров & Сие“ купува от семейство Стоянович за 3,7 милиона лева имота на ъгъла на улиците „Патриарх Евтимий“ № 62 и „Витошка“ № 67 и изгражда там една от забележителните сгради на София, известна като Аптека. В 1930 година Овчаров и Попов се разделят. В 1932 година Генко Попов изработва проекта за паметник на маестро Георги Атанасов в Пазарджик.
Умира в София в 1942 година.